# Xemirxekcultuur
De Xemirxekcultuur (ook geschreven als Qiemuerqieke, Shamirshak, Chemurchek, Ke’ermuqi e.a.) is een archeologische cultuur van de bronstijd en vroege ijzertijd (2500–1800 v.Chr.) in het noordwesten van Sinkiang (Dzjoengarije) en aansluitende gebieden van de Oblast Oost-Kazachstan, de provincies Bajan-Ölgi Hovd en Uvs in West-Mongolië en de autonome republiek Altaj in Rusland. Het is de vroegst bekende bronstijdcultuur in Sinkiang.
De cultuur is genoemd naar een locatie bij de nederzetting Xemirxek in de prefectuur Altay van de Autonome Kazachse Prefectuur Ili. De benaming is voor het eerst gebruikt door Wang Bo in 1996 voor de bronstijdlocaties in Noord-Sinkiang.

## Periodes
Xemirxek Fase I valt in het late derde - vroege tweede millennium v.Chr. De bronzen voorwerpen tonen een koperlegering-technologie van een hoger niveau dan de zuiver koperen artefacten van de chalcolithische Afanasjevocultuur, en behoort in tegenstelling tot deze al tot de bronstijd. Fase I is waarschijnlijk tot een einde gekomen vóór het begin van de Karasoekcultuur rond 1700 v.Chr.
Xemirxek Fase II behoort al tot de ijzertijd.

## Grafcultuur

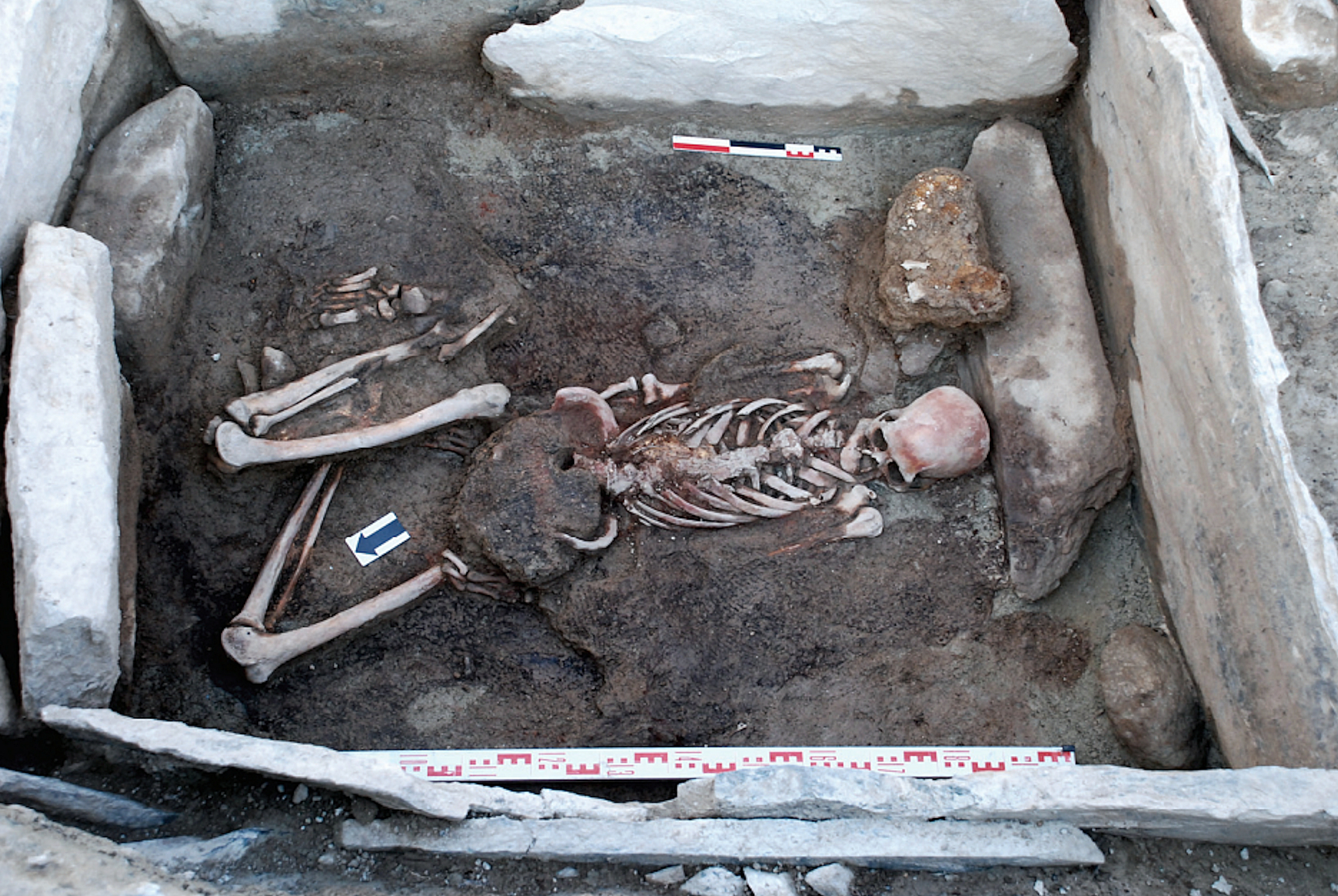
megalithisch graf bij Hulagash (aimag Bajan-Ölgi, Mongolië)

Opvallend is de grafarchitectuur. Ook bij de naburige Afanasjevo en Okoenevcultuur vindt men stenen omheiningen van de begraafplaats, de grafheuvels van de Xemirxekcultuur zijn echter van een complexere bouwwijze.
Men vindt hier rechthoekige stenen omheiningen, in de regel met de lange zijden west-oost georiënteerd, in zeldzame gevallen noord-zuid. In het midden van de oostelijke (cq. zuidelijke) voorkant is een stenen beeld of pilaar geplaatst. Binnen de stenen omheiningen bevinden zich grafkisten van grote stenen platen, welke meerdere begrafenissen bevatten. Deze grafconstructies tonen de karakteristieke kenmerken van de ganggraven van West-Europa. 
De grafheuvels in het Alkabek-bassin in Kazachstan bezitten rechthoekige omheiningen van stenen platen. Vanaf een met enorme platen gemarkeerde "ingang" in het midden van de oostelijke zijde bevindt zich een stenen gang van kleine vlakke platen naar de grafkuil. In de regel omringen de muren van deze gangen de grafkuil. In alle grafheuvels liggen de grafkuilen zonder uitzondering 2-5 m oostelijk van het midden, dwz. in de richting van de ingang. Deze bouwwijze, met de grafkamers omsluitende gangen en een acentrische locatie van de graven in de grafheuvel, is vergelijkbaar met die van grafmonumenten in West-Frankrijk. 
Ook de langwerpige proporties van de Baian-Ölgii en Chinese Xemirxek omheiningen, evenals de rituele "ingangen", kunnen worden beschouwd als afgeleid van deze ganggraven. Het ontwerp van de steenkisten alsook van de meerdere elkaar overlappende steenhopen (cairns) langs de randen van de centrale steenkist is ook analoog met die van neolithische sites in Frankrijk. De oostelijke oriëntatie van de "ingangen" en de traditie van de oprichting van steles of pilaren aan deze kant komen vaak voor bij zowel de Altaische als de West-Europese megalithische locaties.
Schilderingen gemaakt met rode verf op de muren van steenkisten bij Iagshiin Khödöö hebben analogieën met afbeeldingen op de muren van graftombes van de Kemi-Obacultuur.
Volgens onderzoekers van de afdeling Antropologie en Archeologie van de Nationale Universiteit van Mongolië behoorden alle identificeerbare schedels tot het Europide type.

### Steles
Het meest opvallend zijn de soms levensgrote steles. Antropomorfe steles komen ook voor bij de Okoenevcultuur, maar die zijn langer, dunner en abstracter. Ook zijn de Okoenev-steles vrouwelijk, terwijl de Xemirxek-steles mannelijk zijn. 
Verder naar het westen zijn antropomorfe stelae geassocieerd met de Kemi-Oba- en Jamnacultuur omstreeks het 3e millennium v.Chr., zoals het Idool van Kernosivka. Door A. Kovalev werd in 1998 aangetoond dat de iconografie van de steles zijn oorsprong vindt in de Europese laat-neolithische en chalcolithische standbeeld-menhirs. De meest gelijkaardige stenen beelden vindt men in Occitanië (bijvoorbeeld Mas de l'Aveugle, Collorgues). Vorm en versiering van de Xemirxek-steles, een deel van het aardewerk, alsmede van de gepolijste stenen werktuigen zijn waarschijnlijk ook van West-Europese afkomst.
De stèles veranderden van bijna levensgrote standbeelden met nadruk op de bovenste helft van het lichaam in de Bronstijd, tot kleine steles met een eenvoudige voorstelling van het menselijk gezicht in de IJzertijd.

## Aardewerk
Het aardewerk van de Xemirxekcultuur omvat zowel Afanasjevo- en Okoenev-vormen als specifiek Xemirxek-aardewerk. Het specifiek eigen aardewerk toont een grote gelijkenis met neolithisch aardewerk uit Frankrijk.

## Relatie met andere culturen
De cultuur toont duidelijke invloeden van de Afanasjevo en Okoenevcultuur, zonder zich duidelijk uit een dezer ontwikkeld te hebben. Zowel territoriaal als chronologisch is er een zekere overlapping met de Afanasjevocultuur en Okoenevcultuur. Tijdens de vroegste periode leefde de bevolking van de Xemirxekcultuur in de Altai-regio misschien gelijktijdig naast een Afanasjevo-bevolking. Vondsten van de Xemirxekcultuur worden soms gezamenlijk met die van de Afanasjevocultuur en Okoenevcultuur aangetroffen. De specifieke karakteristieken van de cultuur zijn echter dusdanig afwijkend dat een immigratie van een nieuw etnisch element vermoed wordt. Ook zijn er relaties met de Eloeninocultuur in Zuid-Siberië.
Er is geen directe relatie aangetoond met de Andronovocultuur, die vanaf het midden van het 3e millennium v.Chr. de Afanasjevo- en Okoenevculturen verdrong, maar in het gebied van de Xemirxekcultuur niet aangetoond is.
Een verband met de aankomst van Tochaars-sprekenden is voorgesteld, maar niet bewezen.
Vanaf het begin van het tweede millennium v.Chr. zijn Xemirxek-elementen aangetoond in de Hami-oase.
De relatie met vondsten in het Tarimbekken is niet duidelijk. Er zijn geen Xemirxek-vondsten ten zuiden van de Tiensjan. Bovendien hebben de culturen van het Tarimbekken het gebruik van aardewerk verloren en gebruikten in plaats daarvan mandwerk, hetgeen het aantonen van culturele verbanden bemoeilijkt. Een mogelijk verband tussen de Afanasjevo en Xemirxekcultuur en de sites van Gumuguo en Xiaohe is gesuggereerd op basis van de vroege datum, een aantal parallellen tussen de vormen van het mandwerk van de Tarimculturen en het Xemirxek-aardewerk, en de identificatie van de Xiaohe en Gumuguo-populaties als Europide. De Xiaohe en Gumuguo-tradities onderscheiden zich echter duidelijk van Xemirxek, en het is daarom moeilijk deze als rechtstreekse voorganger van deze grotendeels aardewerkloze oaseculturen te zien.